# Malankara Syrisch-Orthodoxe Kirche

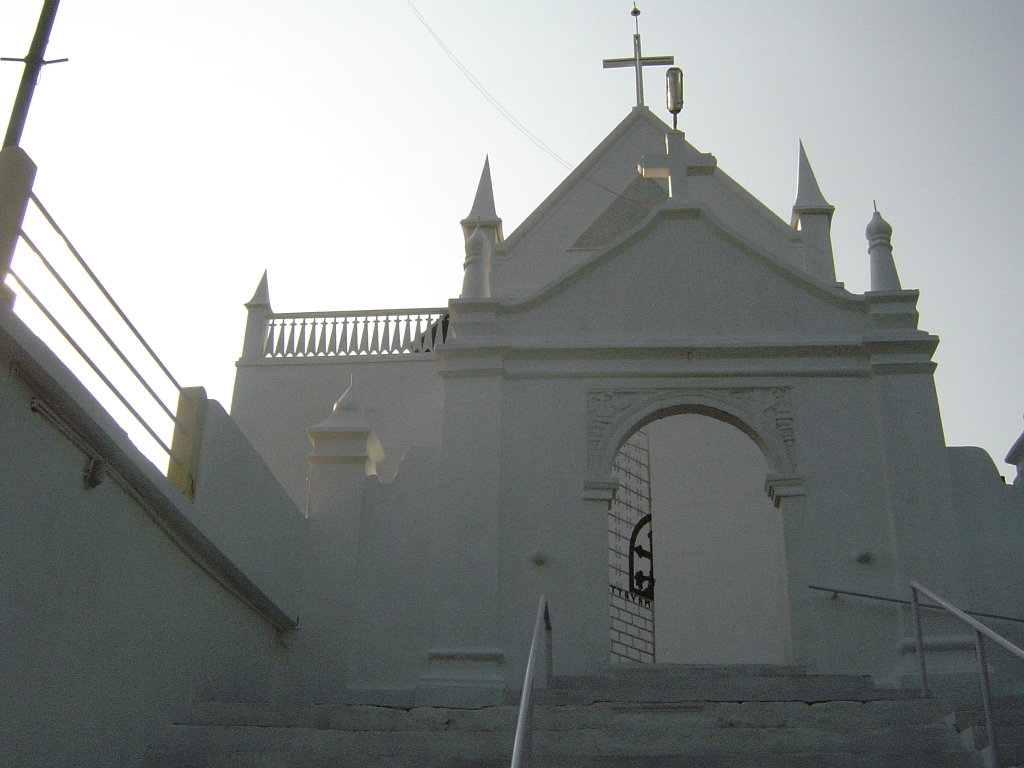
Valia Palli (Alte Kirche) in Kottayam, Kerala

Die Malankara Syrisch-Orthodoxe Kirche (englisch Malankara Jacobite Syrian Orthodox Church) ist eine altorientalische Kirche, die den Thomaschristen (insgesamt geschätzt 3,5 Millionen) zuzurechnen ist.
Sie bildet das autonome Katholikat von Indien innerhalb der Syrisch-Orthodoxen Kirche von Antiochien. Kirchenoberhaupt ist nach dem Patriarchen der Katholikos von Indien, derzeit Mor Baselios Thomas I. (ordiniert 26. Juli 2002). Es ist das Vorrecht der Katholikoi, den Patriarchen der Syrisch-Orthodoxen Kirche von Antiochien zu weihen.
Die Kirche ist zu unterscheiden von der Malankara Orthodox-Syrischen Kirche (Indian Orthodox Church) und der syro-malankarischen katholischen Kirche, die beide nicht dem Patriarchen von Antiochien unterstehen.

## Geschichte

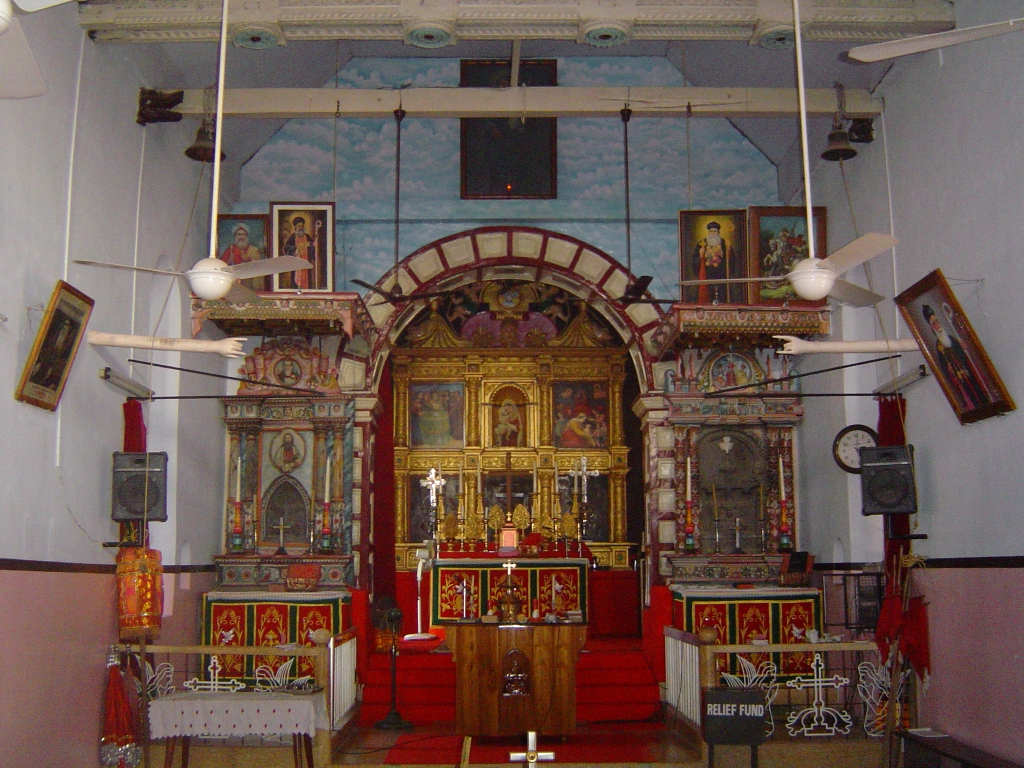
Das Innere der Valia Palli (Alte Kirche) in Kottayam, Kerala

Der größere Teil der Thomaschristen näherte sich ab dem 17. Jahrhundert der Syrisch-Orthodoxen Kirche von Antiochien an und stand in der Folge unter einem eigenen Metropoliten. Während der britischen Kolonialherrschaft spaltete sich 1888 die mit der Church of England unierte Mar-Thoma-Kirche ab. 1912 wurde die Bedeutung der Thomaschristen innerhalb der syrisch-orthodoxen Kirche aufgewertet, als das Amt des Maphrians von einem vom Patriarchat getrennten Zweig der Kirche in Malankara neu errichtet wurde. Der Maphrian alias Katholikos des Ostens war der zweithöchste Würdenträgers der syrisch-orthodoxen Kirche; im Mittelalter residierte er in der irakischen Stadt Takrit. 1932 spaltete sich von der syrisch-orthodoxen Kirche Indiens die mit Rom unierte syro-malankarische Kirche ab. Der nach Unabhängigkeit vom antiochenischen Patriarchat strebende Zweig der syrisch-orthodoxen Kirche Indiens errichtete 1934 die „Malankara Orthodox-Syrische Kirche“, jedoch wurde das Schisma 1964 vorübergehend beendet und eine gemeinsame Hierarchie unter dem „Katholikos des Ostens“ eingerichtet. Unter Katholikos Basilios Augen I. (1965–1975) lebten die Spannungen jedoch wieder auf, als der Katholikos den Titel „Nachfolger auf dem Thron des Apostels Thomas“ annahm. Der Konflikt verstärkte sich, als der syrisch-orthodoxe Patriarch 1972 einen für die Inder nicht akzeptablen Patriarchatsassistenten entsandte. Als der Patriarch 1975 Katholikos Basilios Augen I. exkommunizierte und seinerseits Paulose Mar Philoxenis als Baselios Paulose II. (1975–† 1996) zum Maphrian (Katholikos) weihte, wurde der Bruch vollzogen. Die Anhänger des 1975 zurückgetretenen Basilios Augen I. wählten Mor Basilios Marthoma Mathews I. (1975–1991; † 1996) zum Katholikos und errichteten die autokephale Malankara Orthodox-Syrische Kirche, während der Rest als teilautonome Malankara Syrisch-Orthodoxe Kirche unter der Oberhoheit des Patriarchats verblieb.
Der jetzige Katholikos, Mor Baselios Thomas I., wurde auf der Synode der Malankara Syrisch-Orthodoxen Kirche (Patriarchatsfraktion), deren Präsident er vorher war, am 27. Dezember 2000 und nach einer erneuerten Kirchenverfassung am 26. Juni 2002 gewählt und vom Patriarchen am 6. Juli 2002 geweiht.

### Organisation
Die Kirche gliedert sich in:
- Acht Diözesen in Kerala, davon eine dem Katholikos direkt unterstellt, eine zurzeit unter Verwaltung des Katholikos, eine zurzeit unter Verwaltung des Erzbischofs für das übrige Indien, zwei weitere unbesetzt mit designiertem Nachfolger.
- Eine Erzdiözese für das restliche Indien: Erzbischof ist Mor Themotheos Thomas Muriyankal.
- Eine Erzdiözese für USA und Kanada: Erzbischof Mor Tithos Yeldho.

Sie unterhält ein Priesterseminar in Udayagiri.